# 蠱毒 ミートボールマシン
『蠱毒 ミートボールマシン』（こどく ミートボールマシン）は、2017年に上映された西村喜廣監督によるアクションホラー映画。田中要次の初主演映画。
原案は山本淳一（同名の元アイドルとは別人）・山口雄大監督による2006年の映画『MEATBALL MACHINE 〜ミートボールマシン〜』（主演：高橋一生）で、2006年版は1999年に山本淳一が手掛けた自主制作映画『ミートボールマシン』（DVD版タイトルは『ミートボールマシン オリジン』）を原作としている。なお、西村喜廣は2006年版で特撮造形を担当している。
タイトルである「蠱毒」は、古代中国において用いられた呪術のことである。

## ストーリー
とことん冴えない中年男がある日、いたいけな愛に目覚める。突如として飛来した巨大なフラスコ状物体に隔離された街で、男は何かの力で覚醒する。噴き出す血液に紛れながら男は愛のために戦うのだった。

## キャスト
- 野田勇次：田中要次
- カヲル：百合沙
- マミ：鳥居みゆき
- 田ノ上：川瀬陽太
- 長谷：村杉蝉之介
- 酒井：三元雅芸
- カップル：仁科貴（男）、安部智凛（女）
- 高橋：矢部太郎
- 老爺：ジジ・ぶぅ
- 貧乏な男：こまつよしお
- ボロボロの女：冨手麻妙
- 警官隊：栄島智、山中アラタ、屋敷紘子
- 次郎：富田海人
- 萌：小林実由
- 神父：沼澤邪鬼
- 黒岩：加藤桃子
- 小人女：笹野鈴々音
- ユイ：水井真希
- サオリ：松田リマ
- アイラ：倖田李梨
- “白線女”と呼ばれる謎の女：しいなえいひ
- 謎の宇宙人：斎藤工
- ネクロボーグ：岡澤浩和

## スタッフ
- 監督・脚本・編集：西村喜廣
- 脚本：佐藤佐吉
- 製作：坂本敏明
- プロデューサー：山口幸彦 / 楠智晴
- 撮影：鈴木啓三
- 照明：太田博
- 美術：佐々木記貴
- 録音：西條博介
- 衣装：中村絢
- ヘアメイク：征矢杏子
- VFXスーパーバイザー：鹿角剛
- 特殊造型：下畑和秀 / 奥山友太
- アクション監督：坂口茉琴
- 音楽：中川孝
- キャスティング：安生泰子
- 助監督：片島章三
- 制作担当：真山俊作
- 製作年：2016年
- 製作国：日本
- 日本公開：2017年
- 配給・制作プロダクション：アークエンタテインメント
- 製作：キングレコード